# Trzeń krótkoryjkowy
Trzeń krótkoryjkowy (Cossonus linearis) – gatunek chrząszcza z rodziny ryjkowcowatych i podrodziny trzeni. Zamieszkuje palearktyczną Eurazję od Półwyspu Iberyjskiego po Mongolię.

## Taksonomia
Gatunek ten opisany został po raz pierwszy w 1775 roku przez Johana Christiana Fabriciusa pod nazwą Curculio linearis.

## Morfologia

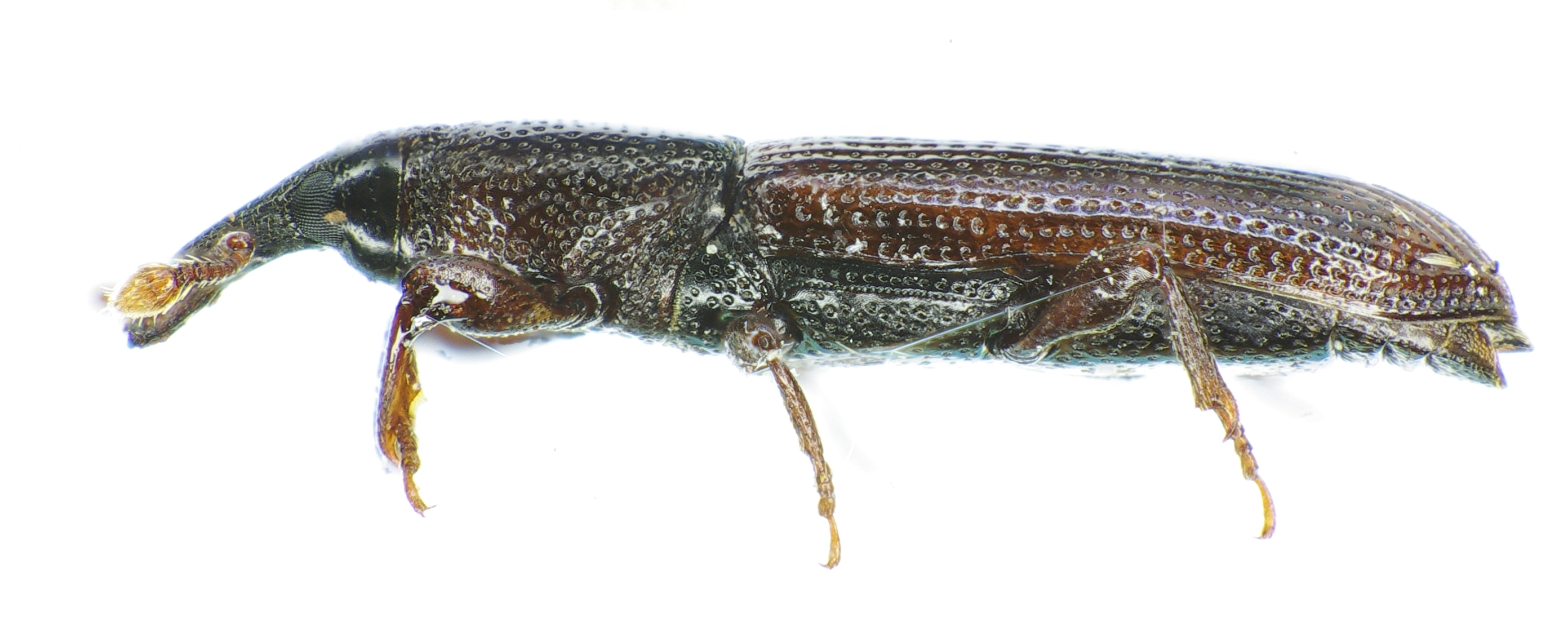
Imago, widok z boku

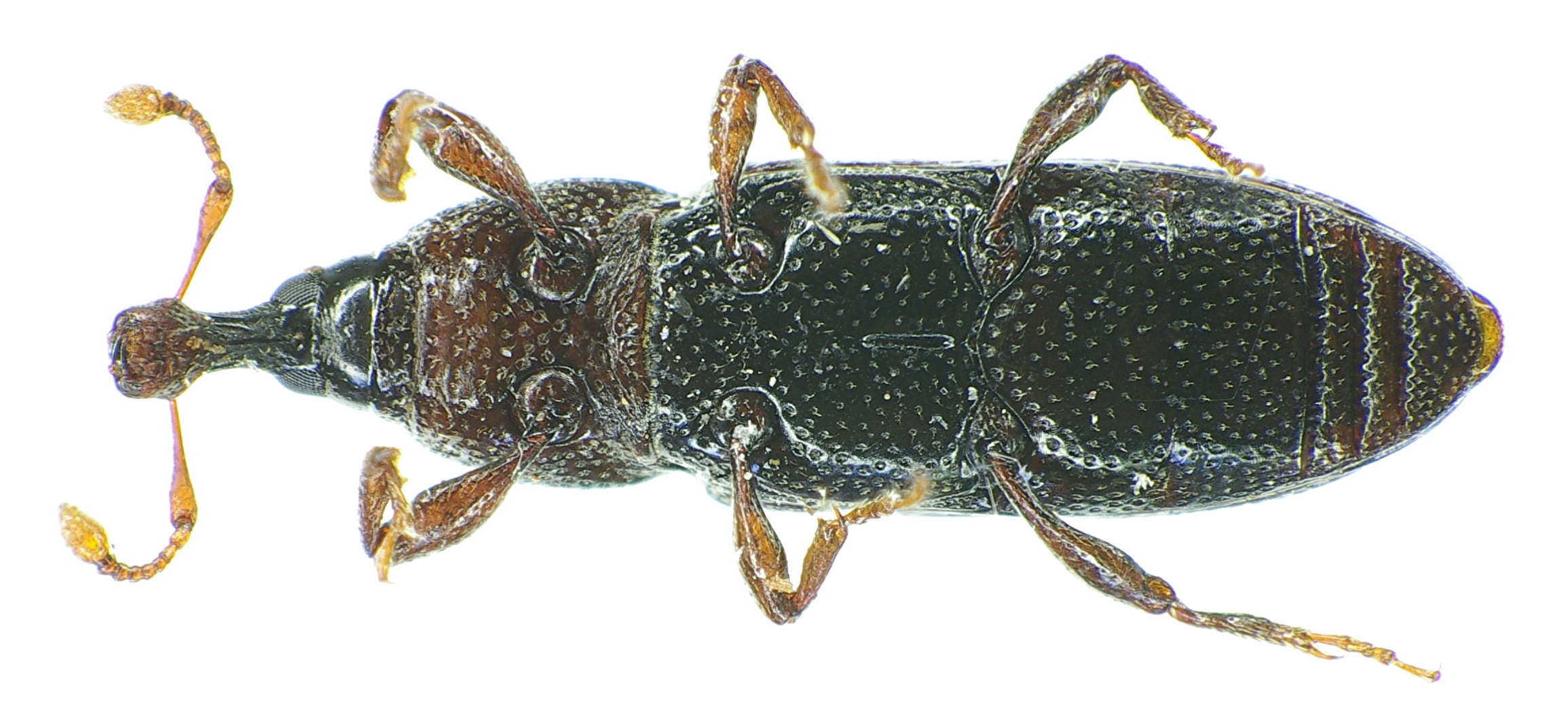
Imago, widok od spodu

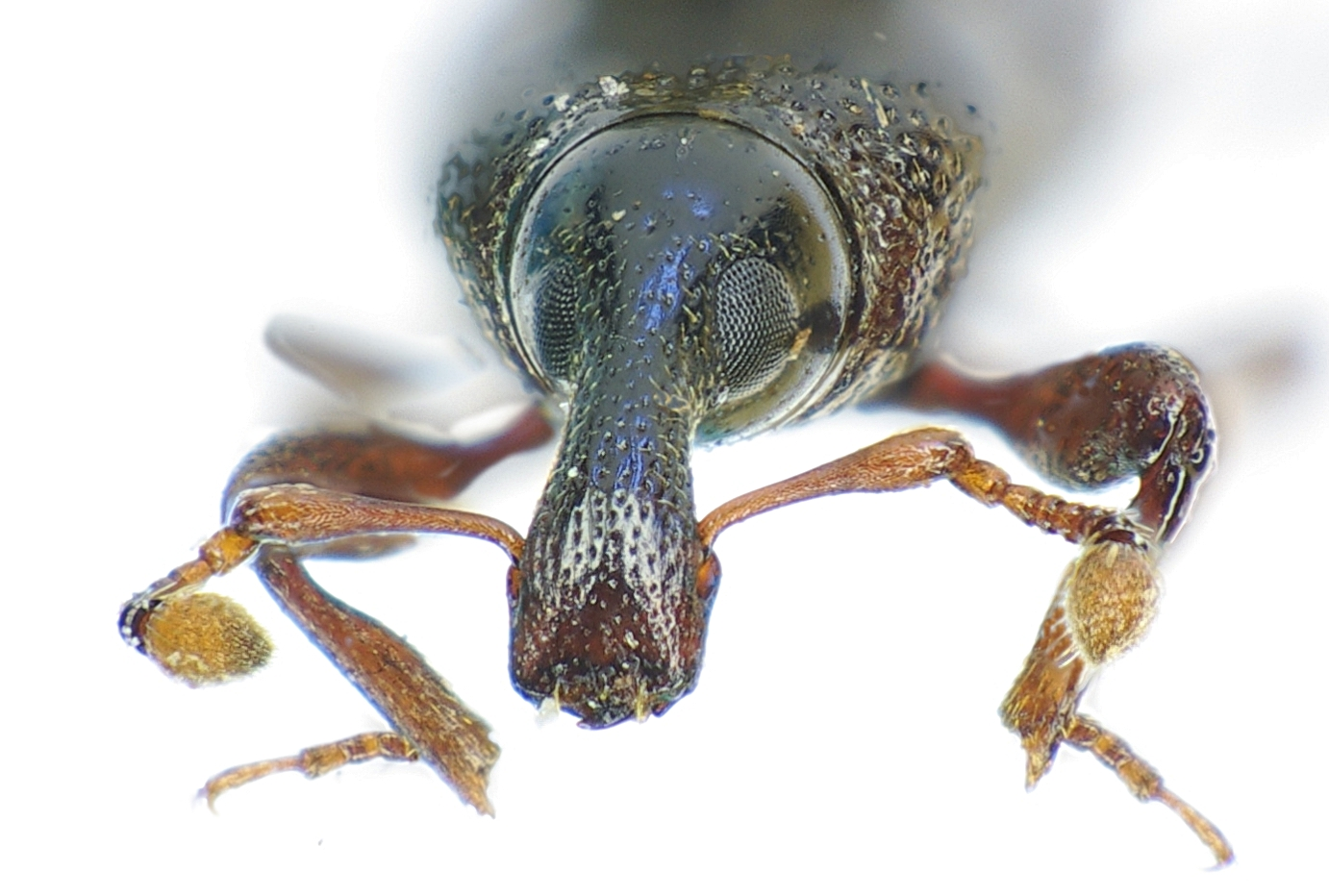
Imago, widok od przodu

Chrząszcz o wydłużonym i silnie spłaszczonym ciele długości od 3,8 do 5,5 mm. Ubarwienie ma brunatne z czerwonobrązowymi odnóżami i zwykle jaśniejszymi niż przedplecze pokrywami.
Ryjek jest słabo zakrzywiony, walcowaty w części nasadowej, a za podstawami czułków silnie rozszerzony i spłaszczony. Spłaszczona część wierzchołkowa ryjka jest dwukrotnie szersza i wyraźnie krótsza od części nasadowej. Czoło ma drobny dołek pośrodku. Przedplecze jest trochę dłuższe niż szerokie, stosunkowo mocno zwężone ku przodowi, o bokach silnie zaokrąglonych. Punktowanie przedplecza jest nierównomierne i największe punkty położone we wgłębieniu u jego podstawy są pięciokrotnie większe od małych punktów przy brzegach bocznych. We wgłębieniu przypodstawowym leży również podłużne, gładkie żeberko środkowe. Tarczka ma stosunkowo duże rozmiary. Pokrywy są wydłużone, równoległoboczne, niewiele szersze od przedplecza i mają płaskie międzyrzędy nie przekraczające szerokością rzędów. Odnóża samicy mają kąt wewnętrzno-wierzchołkowy goleni z drobnymi kolcami, podczas gdy u samca kolców tych brak. Odwłok samca ma u nasady duże, płytkie i łyse wgłębienie.

## Ekologia i występowanie
Owad ten zamieszkuje lasy, parki, ogrody i różne zadrzewienia, preferując stanowiska wilgotne, np. pobrzeża wód i doliny rzek. Jest saproksylofagiczny. Zarówno larwy, jak i postacie dorosłe zasiedlają martwe, zawilgocone i próchniejące drewno drzew. Preferują wierzby i topole, rzadziej wybierają inne drzewa liściaste. Szczególnie chętnie rozwijają się w pniakach. Osobniki dorosłe spotyka się w ciągu całego roku, ale najczęściej od maja do lipca, najliczniej w pobliżu miejsc rozwoju larw.
Gatunek zachodniopalearktyczny, w Europie znany z Portugalii, Hiszpanii, Andory, Wielkiej Brytanii, Francji, Belgii, Holandii, Niemiec, Szwajcarii, Austrii, Włoch, Danii, Szwecji, Litwy, Polski, Czech, Słowacji, Węgier, Ukrainy, Bułgarii, Serbii i Rosji. Dalej na wschód sięga po Zakaukazie, Kazachstan i Mongolię. W Polsce jest owadem pospolitym. Na „Czerwonej liście chrząszczy województwa śląskiego” umieszczony jest jako gatunek najmniejszej troski (LC).